# Jérôme Segal
Pour les articles homonymes, voir Ségal.
Jérôme Segal, né le 25 décembre 1970, est un enseignant-chercheur franco-autrichien spécialisé en histoire et philosophie des sciences. Auteur de plusieurs articles et ouvrages, il est connu pour ses contributions dans le domaine des sciences de l'information et de la communication, de la judéité et des droits des animaux.

## Biographie
Jérôme Segal obtient un diplôme d’ingénieur à l’École centrale de Lyon en 1993. Il poursuit avec un doctorat de l'Université de Lyon-II de 1995 à 1998 sur l'histoire de la théorie de l’information dans la seconde moitié du vingtième siècle. Il travaille ensuite en post-doctorat à l’Institut Max Planck de Berlin et revient à Paris en 2000 pour travailler en tant que maître de conférences en histoire des sciences et épistémologie à l'IUFM de Paris. Il est alors membre du Centre Cavaillès de l'École normale supérieure.
En 2004, Jérôme Segal occupe un poste d'attaché de coopération universitaire et scientifique à l'Ambassade de France à Vienne. Il poursuit à Vienne à partir de 2008 une carrière de chercheur en sciences sociales au Centre interdisciplinaire de recherches comparatives en sciences sociales (ICCR) (de 2008 à 2011), en tant que coordinateur du collège doctoral d'histoire et de philosophie des sciences de l'université de Vienne (de 2011 à 2014) et chercheur associé à l'Institut Ludwig Boltzmann d'histoire sociale (de 2014 à 2016).
Depuis 2016, il enseigne régulièrement à l'INSPÉ de Paris, qui dépend de Sorbonne Université.

## Centres d'intérêts
Dans l'ouvrage tiré de sa thèse de doctorat, Le zéro et le un. Histoire de la notion scientifique d’information au XXe siècle, Jérôme Segal montre comment s’est constituée la théorie de l’information, en prenant en compte le contexte particulier de la Guerre froide, où le secteur industriel, la recherche militaire et la recherche universitaire travaillaient à l’établissement des premiers réseaux informatiques. L’auteur remarque « combien la théorie de l’information a pu faire l’objet d’enjeux idéologiques, politiques et sociaux » dans ses premières années,.
Auteur polygraphe, il est engagé contre les discriminations, en particulier contre le racisme et auprès des réfugiés en Autriche et des Roms en Europe,. De même, engagé pour la cause animale, il pratique le véganisme, portant un engagement antispéciste. Membre de l'association TeamVegan en Autriche, il promeut le véganisme par la pratique sportive. En France, il est candidat du Parti animaliste aux élections européennes de 2019. En 2020, il publie Animal Radical, un essai d’histoire et de sociologie de l’antispécisme qu'il retrace depuis la Grèce antique jusqu'en Israël, en passant par la cause anarchiste. Il y présente sans fard les dérives de sectes néo-païennes et les incitations à la violence politique,.
Intéressé par la question de l'identité juive, Jérôme Segal publie également plusieurs ouvrages sur le sujet, inspiré par son histoire familiale : son grand-père avait fui l’Autriche en 1938 pour la France, était entré dans la Légion étrangère puis la Résistance, et y avait rencontré la future grand-mère de l'auteur. Jérôme Segal collabore de 2006 à 2011 à l’organisation du Festival international du film juif de Vienne, tout en travaillant sur le projet Euro-Festival visant à étudier les festivals comme lieux de débats et de construction identitaire.
Jérôme Segal est également engagé contre les mutilations sexuelles sur mineurs, et plus précisément contre la circoncision qu'il condamne au nom du droit des enfants à leur intégrité physique. Il aborde ce sujet d'un point de vue historique dans son ouvrage Athée et Juif (chap. 3), mais aussi dans des articles de journaux et de revue.
Jérôme Segal est aussi correspondant de médias français en Autriche.
Enfin, sa pratique sportive lui donne à écrire : Jérôme Segal est un marathonien confirmé.

## Publications
- Pourquoi courir ? 20 raisons de pratiquer la course à pied, Les Perséides, 2024
- Veganwashing. L’instrumentalisation politique du véganisme, Lux éditeur[17], 2024
- (de) Radikales Tierrecht. Zehn Fragen zum Antispeziesismus (trad. Brita Pohl), Turia & Kant, 2024
- C’est ainsi qu’ils comprirent (roman), Les Perséides, 2023
- Tous véganes ? Manifeste pour un véganisme éclairé, Yves Michel, 2021
- Dix questions sur l'antispécisme, Libertalia, 2021
- L’armoire (préf. Serge Klarsfeld), Valensin – David Reinharc, 2020
- Animal radical. Histoire et sociologie de l’antispécisme, Lux, 2020
- (de) Vegan. Mehr denn je! (trad. Georg Hauptfeld), Konturen, 2020
- (de) Wie ein roter Faden (trad. Susanne Petersen), Konturen, 2019
- (de) Judentum. Über die Religion hinaus (trad. Georg Hauptfeld), Konturen, 2017
- Athée et Juif. Fécondité d’un paradoxe apparent (préf. Jacques Le Rider, postface Guy Konopnicki), Éditions Matériologiques, 2016
- Le Zéro et le Un. Histoire de la notion scientifique d’information au XXe siècle, Éditions Matériologiques, 2020 (1re éd. 2011)

### Co-auteur
- La pensée végane - 50 regards sur la question animale (articles « Gastronomie végétalienne » et « Action directe »), sous la direction de Renan Larue, Presses Universitaires de France, 2020.
- Les Nationalistes à l'assaut de l'Europe (article « Autriche : Quand le nationalisme issu de l’extrême droite devient majoritaire »), sous la dir. de Dominique Vidal, Demopolis, 2020.
- Festivals and the Cultural Public Sphere (article « Cannes: 'A French International Festival' »), edited by Gerard Delanty, Liana Giorgi, Monica Sassatelli, London/New York: Routledge, 2011.
- La Galicie au temps des Habsbourg (1772-1918) Histoire, société, cultures en contact (article « L'or noir contre l'étoile jaune, mobilités particulières des Juifs de Galicie ayant investi dans le pétrole »), in , sous la direction de Jacques Le Rider et Heinz Raschel, Presses Universitaires François Rabelais, 2010.